# Sekulinci
Sekulinci – wieś w Chorwacji, w żupanii virowiticko-podrawskiej, w gminie Voćin. W 2011 roku liczyła 7 mieszkańców.